# Vila Bedeković u Donjoj Lomnici (Velika Gorica)
Vila Bedeković je zgrada u mjestu Donja Lomnica u općini, Velika Gorica. Zaštićeno je kulturno dobro.

## Opis
Vila Bedeković u Donjoj Lomnici, poznata i kao „čardak“, oveća je drvena kuća, locirana između seoske prometnice i kurije Modić-Bedeković. Uvučena je od prometnice, a prilazni put je izveden na izduženoj parceli koja se naziva „dvorno mjesto“ na kojem je drvored starih platana i jasenova. Izvedena je u duhu tradicijskoga graditeljstva što se ogleda u korištenju planjki i načinu spajanja, ali i s elementima romantičnog historicizma prepoznatljivim u dekoraciji pročelja, elementima stolarije, izvedbi terase za odmor i blagovanje te općenitom ladanjskom funkcijom i namjenom. Vila je građena 1935.g. na tadašnjem imanju Modić-Bedeković nedaleko od drvene kurije Modić-Bedeković. Graditelj i vlasnik dr. Janko Bedeković, značajna osoba u državnoj administraciji, rodbinski je povezan s plemićkom obitelji Modić-Bedeković.

## Zaštita
Pod oznakom Z-7354 zavedena je kao nepokretno kulturno dobro - pojedinačno, pravna statusa zaštićena kulturnog dobra, klasificirano kao "profana graditeljska baština".